# Louis Venne
Pour les articles homonymes, voir Venne.
 (novembre 2020).
Louis Venne, nom de scène de Louis-Philippe Robillard, né le 8 décembre 1988, est un auteur-compositeur-interprète franco-ontarien.

## Biographie

### Musique
En janvier 2011, Louis Venne lance son premier opus, Le Café des oiseaux, sous son nom de naissance Louis-Philippe Robillard. Faisant l'objet de critiques élogieuses, il se fait rapidement remarquer pour la qualité de ses textes. En 2019, après une pause de sa carrière musicale, il enregistre son deuxième album, Comme une bête dans les headlights, co-réalisé par Olivier Fairfield. Dans ce deuxième album, les chansons sont beaucoup plus personnelles. 

« Ça aborde beaucoup la distance : la distance par rapport aux autres, mais aussi par rapport à moi-même. Ça parle de choses impossibles, d’amours qu’on aurait pourtant voulus. »

— Louis Venne

### Théâtre
À la fin de l'année 2011, après un long voyage de plus de 7 000 kilomètres en canot à travers le Canada, Louis Venne décide de mettre sa carrière en veilleuse pour explorer d'autres chemins. Entre 2012 et 2019, il compose un peu pour le théâtre de la Catapulte à Ottawa, joue dans quelques projets plus expérimentaux et se joint même, un temps, à une troupe de burlesque.
Entre 2012 et 2016, il compose la trame sonore de la pièce Ik Onkar du théâtre de la Catapulte à Ottawa, et participe comme comédien à la tournée dans l'ouest canadien de cette pièce (20 représentations).

### Ébénisterie
Louis Venne termine un cours d'ébénisterie à l'École des métiers du meuble de Montréal et ouvre son atelier dans le village de Val-des-Lacs, au cœur des Laurentides,.

## Discographie
- 2011 : Le café des oiseaux (Louis-Philippe Robillard)
- 2019 : Comme une bête dans les headlights

## Distinctions
Louis Venne œuvre sur la scène musicale depuis plus de dix ans[évasif] et il cumule plusieurs prix et distinctions.
En août 2010, il remporte le prix « Song from the Heart » du Conseil des festivals folks de l’Ontario, maintenant connu sous le nom de Folk Music Ontario.
Cinq fois lauréat du Gala des prix Trille Or 2011, il se distingue dans plusieurs catégories et remporte le « Prix Radio-Canada pour la chanson primée » Réflexions d’un bon citoyen, « Découverte », « Meilleur réalisateur/arrangeur de disque », « Meilleur vidéoclip » pour la chanson Réflexions d’un bon citoyen », ainsi que « Meilleure pochette ».
À la suite du Gala, il est nommé personnalité de la semaine « Radio-Canada/Le Droit ».
En septembre 2011, il reçoit de la Fondation SPACQ le prix Dédé Fortin offert par Loto-Québec dans la catégorie « Auteurs-compositeurs de la scène émergente ».
Il remporte le prix du Roseq à Contact Ontarois 2019.